# Armada de la República Democrática del Congo
La Armada de la República Democrática del Congo es el componente marítimo de las Fuerzas Militares de la República Democrática del Congo. La Armada de la RDC esta actualmente comandada por el Vicealmirante Rombault Mbuayama Nsiona.

## Historia

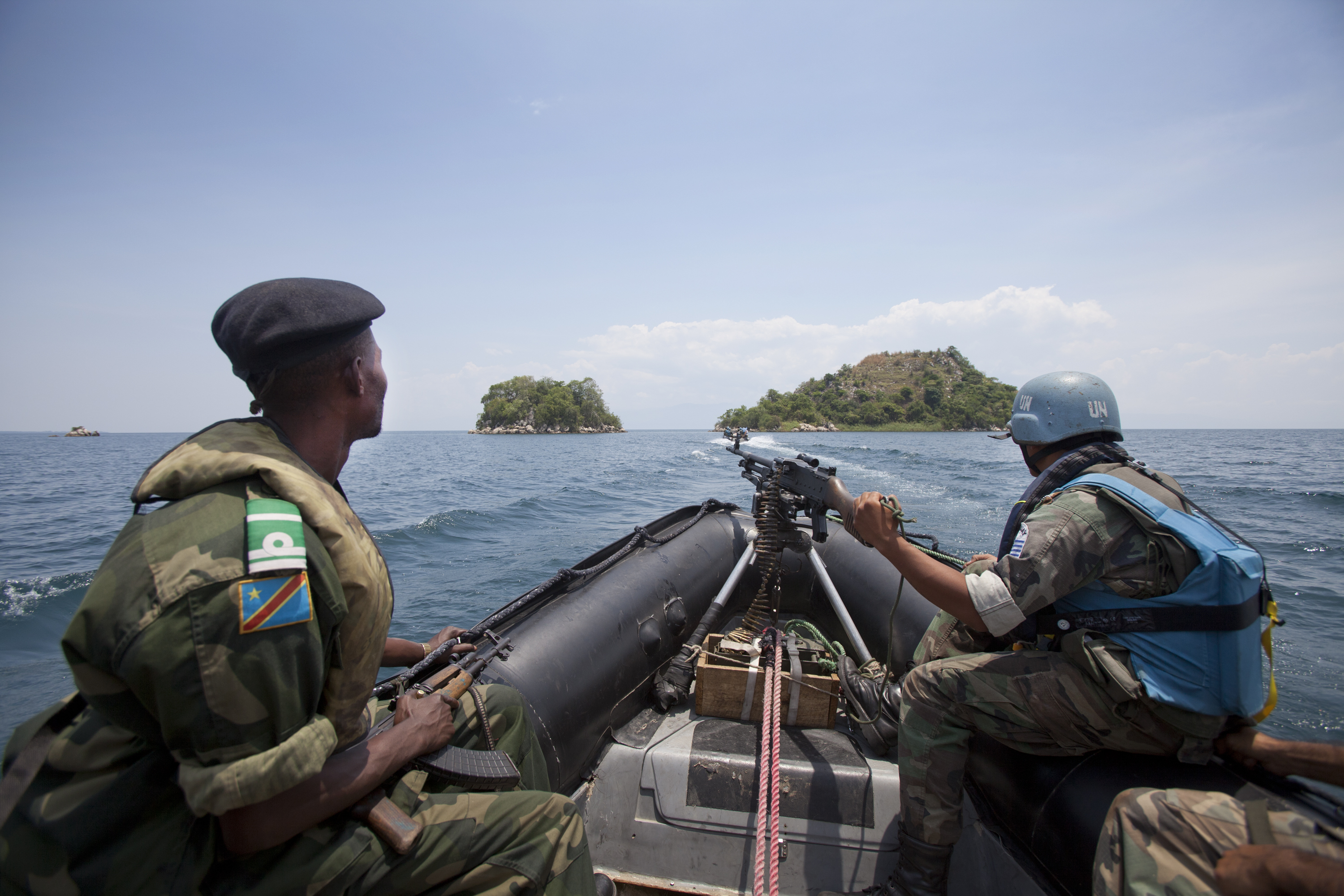
Un infante de marina congoleño (izquierda) en un entrenamiento de mantenimiento de la paz de la MONUSCO en el Lago Tanganica. El infante lleva la insignia de sargento mayor.

Antes de la caída de Mobutu, la armada estaba acuartelada en el Río Congo. Una de sus instalaciones fue en la aldea de N'dangi cerca de la residencia presidencial en Gbadolite. El puerto de N'dangi fue la base para varios barcos de patrulla, helicópteros y el yate presidencial.
La edición de 2002 de centinela de Jane describe que la Armada de la RDC esta en un gran abandono, afirmó que tampoco realizan ningún entrenamiento ni tienen procedimientos operativos. La Armada comparte los mismos problemas de disciplina que tienen todas las fuerzas armadas de ese país. Inicialmente fue colocada bajo el mando del CTM cuando comenzó la transición, la situación actual es incierta.
La Armada congoleña participó junto al ejercicio congoleño en maniobras militares, estas maniobras estuvieron supervisadas por tropas del ejército de Estados Unidos en 2010 en el Lago Tanganica, para probar si las fuerzas armadas congoleñas cumplen con los estándares de la Unión Africana.
Durante el conflicto de Dongo en el noroeste del país, un número desconocido de personal de la armada huyó a través del río Congo a la vecina República del Congo como refugiados, junto con muchos civiles.

## Organización

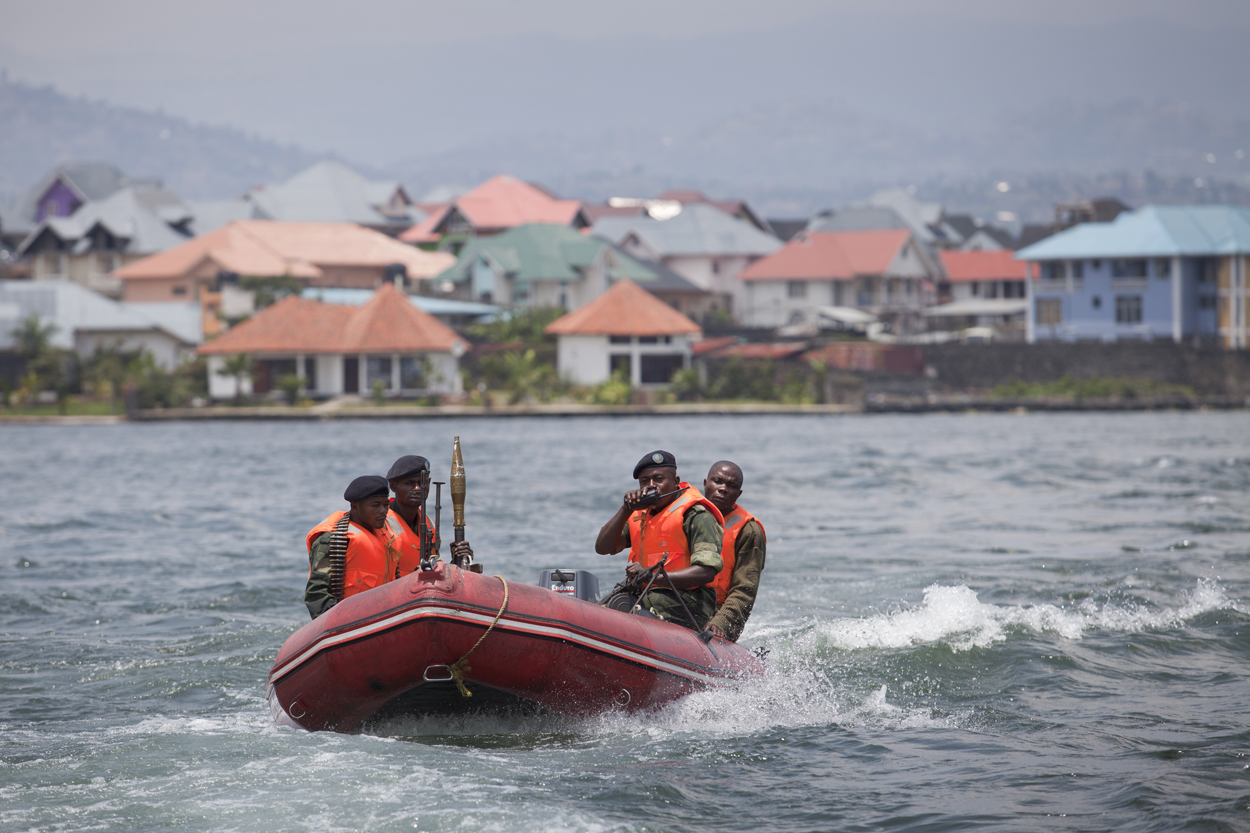
Un bote de la Armada congoleña en el Lago Kivu en 2012.

La edición 2007 de la revista Jane's afirma que la armada de la RDC está organizada en cuatro comandos, ubicados en Matadi, cerca de la costa; la capital, Kinshasa, más arriba del río Congo; Kalemie, en el Lago Tanganyika; y Goma, en el Lago Kivu.
El Instituto Internacional de Estudios Estratégicos (IIEE), en su edición de 2007 del equilibrio militar, confirma las cuatro bases enumeradas y añade una quinta base en Boma, una ciudad costera cerca de Matadi. Diversas fuentes también refieren a regiones navales numeradas. Las operaciones de la 1ª región Naval han sido registradas en Kalemie, la 4 º cerca de la norteña ciudad de Mbandaka, y la 5ª en Goma. 
El IIEE enumera al personal de la armada congoleña en 1000 marineros y oficiales, equipados con buques patrulleros y un buque cañonero tipo 62 de la Armada del Ejército Popular de Liberación (PLA). Según la revista Jane's, la Armada congoleña navega con pequeñas embarcaciones armadas con ametralladoras.

## Graduación militar

### Oficiales y almirantes
| Grado militar       | Insignia | Rangos OTAN |
| ------------------- | -------- | ----------- |
| Almirante general   |          | OF-9        |
| Almirante           |          | OF-8        |
| Vicealmirante       |          | OF-7        |
| Contraalmirante     |          | OF-6        |
| Capitán de navío    |          | OF-5        |
| Capitán de fragata  |          | OF-4        |
| Capitán de corbeta  |          | OF-3        |
| Teniente de navío   |          | OF-2        |
| Teniente de fragata |          | OF-1        |
| Alférez             |          | OF-D        |

### Suboficiales y marinería
| Grado militar    | Insignia | Rangos OTAN |
| ---------------- | -------- | ----------- |
| Suboficial mayor |          | OR-9        |
| Suboficial       |          | OR-8        |
| Sargento mayor   |          | OR-7        |
| Sargento primero |          | OR-6        |
| Sargento         |          | OR-5        |
| Cabo primero     |          | OR-4        |
| Cabo             |          | OR-3        |
| Marinero         |          | OR-2        |
| Grumete          |          | OR-1        |